# Wyspa Daliowa

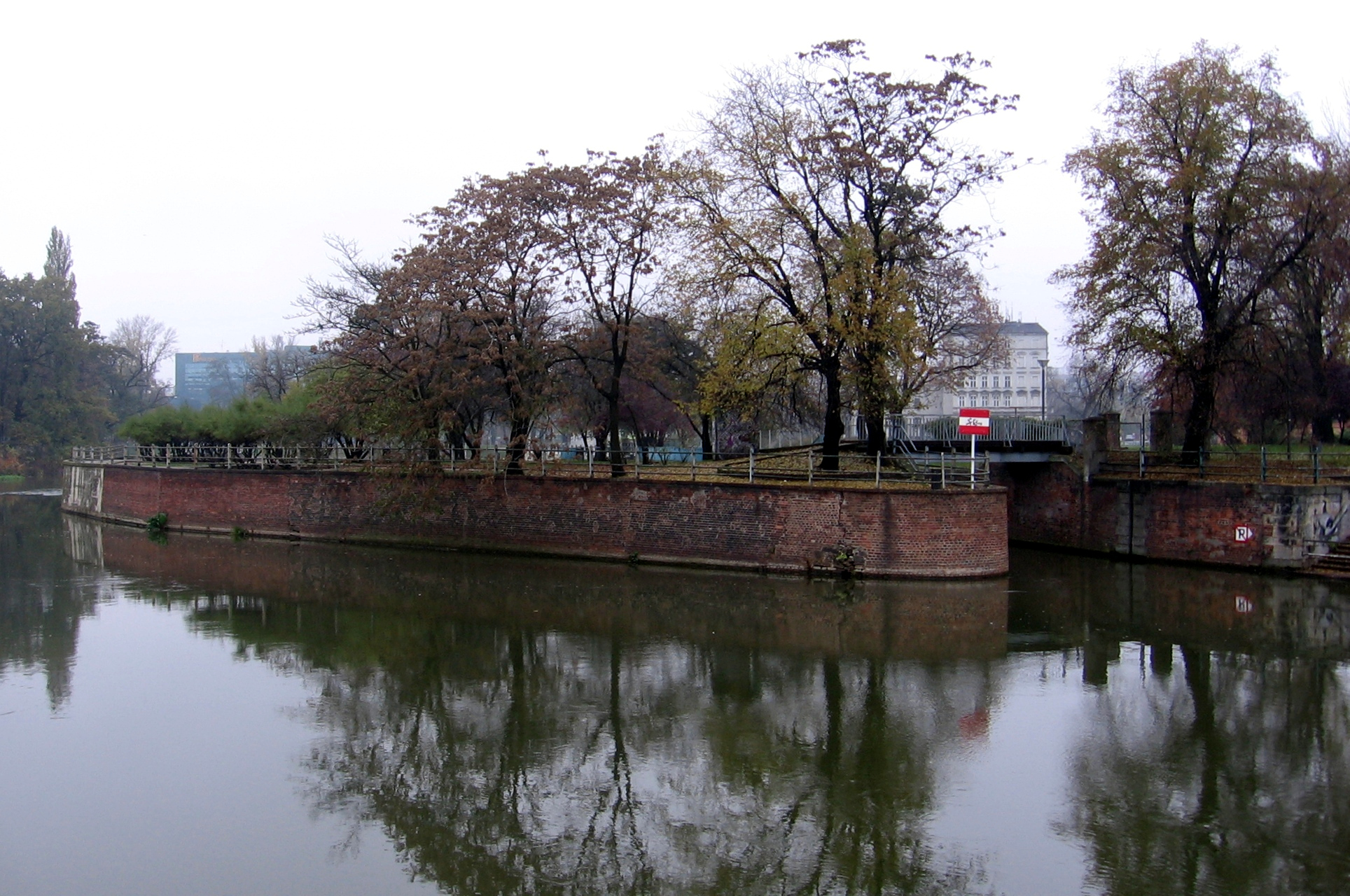
Wyspa Daliowa i most łączący ją z Wyspą Piasek (po prawej)

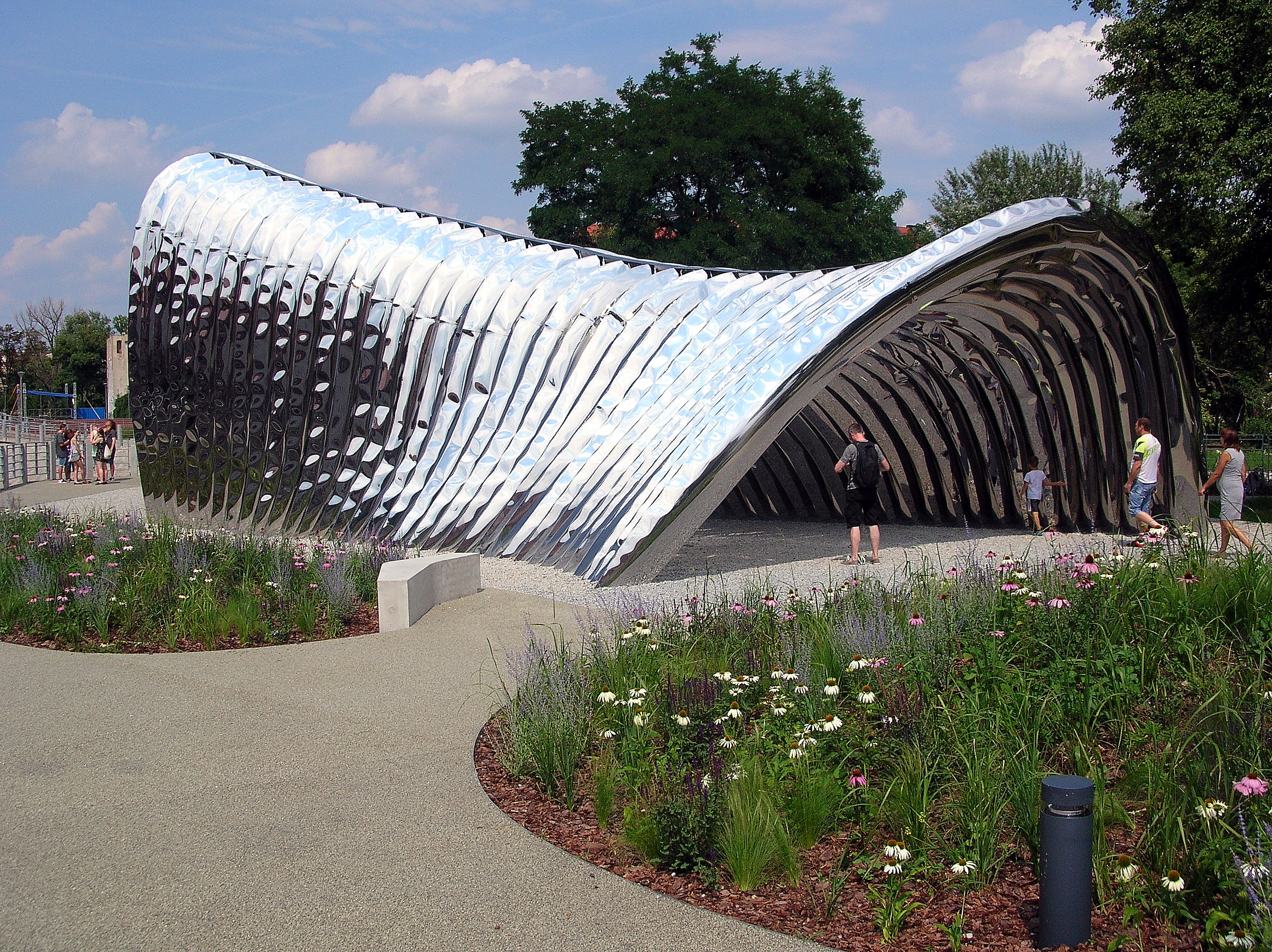
Rzeźba Zięty na Wyspie Daliowej.

Wyspa Daliowa – najmniejsza z zespołu odrzańskich wysp wschodnich we Wrocławiu, oddzielona od położonej na wschód od niej Wyspy Piasek przez Śluzę Piaskową i połączona z nią niewielkim mostkiem (na zdjęciu obok) – Kładka nad Śluzą Piaskową – prowadzącym do ul. Wodnej i do Bulwaru Kulczyńskiego, położona w obrębie Śródmiejskiego Węzła Wodnego – Górnego. Wyspa powstała w wyniku wykonania przekopu na potrzeby budowy Śluzy Piaskowej i szlaku wodnego.
Na samej wyspie do 2016 r. nie było żadnej trwałej zabudowy, oprócz niewielkiego ceglanego obiektu (bunkra) służącego obsłudze Śluzy Piaskowej. Zgodnie z decyzjami Rady Miejskiej w sprawie zagospodarowania tej wyspy wyznaczono ją terenem ogólnodostępnej zieleni parkowej. W 2017 r. dokonano rewitalizacji wyspy, zamontowano tu także stalową rzeźbę autorstwa Oskara Zięty. Do wyspy przylega prawy przyczółek Jazu św. Macieja. 

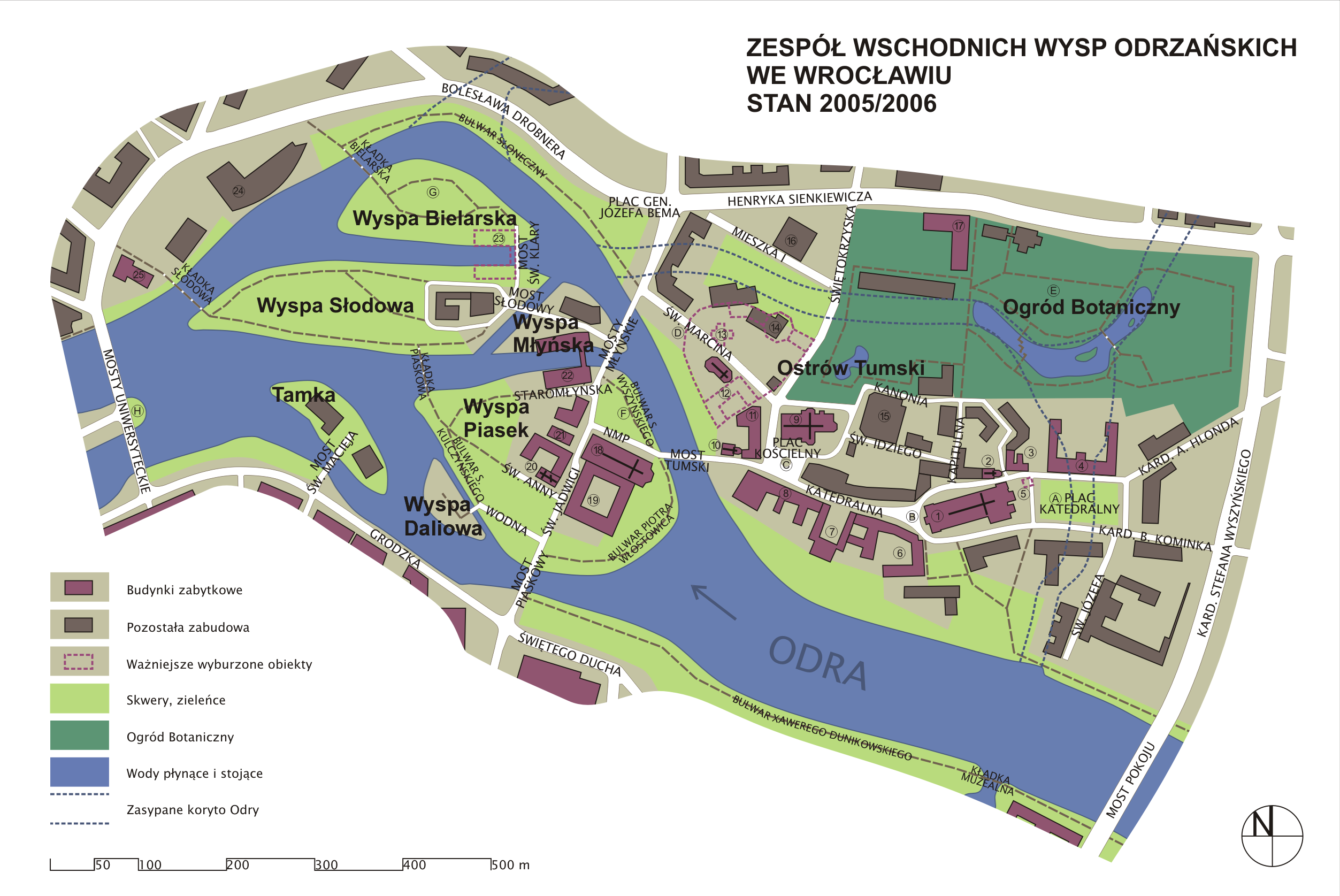
Zespół odrzańskich wysp wschodnich we Wrocławiu